# Oldenburg-Land

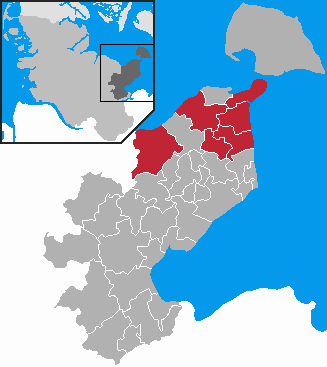
Mapa del Amt

Escudo de armas de Oldenburg-Land

Oldenburg-Land es un Amt ("municipio colectivo") en el distrito de Holstein Oriental, en Schleswig-Holstein, Alemania. Está situado cerca de la costa del Mar Báltico, alrededor del municipio de Oldenburg in Holstein. Oldenburg es la capital del Amt, pero no es parte de él.
El Amt se organiza en los siguientes municipios:
1. Göhl
2. Gremersdorf
3. Großenbrode
4. Heringsdorf
5. Neukirchen
6. Wangels